# Schluck und Jau
Schluck und Jau, JW IX/11 (en alemany, Schluck i Jau; en la traducció txeca, els dos protagonistes es diuen Trunda a Lajda), és una música incidental composta el 1928 per Leoš Janáček per a l'obra homònima de Gerhart Hauptmann. Es va estrenar el 13 de setembre de 1979 a Praga amb la Filharmònica Txeca dirigida per Václav Neumann.
Escrita entre el 31 de maig i el 5 de juny de 1928, és l'última música orquestral que va escriure Janáček, i consta de dos moviments:
- Andante
- Allegretto